# Azijnvlieg
De azijnvlieg (Drosophila funebris) is een vliegensoort uit de familie van de fruitvliegen (Drosophilidae). De wetenschappelijke naam van de soort is gepubliceerd in 1787 door Fabricius.